# Terville Florange Olympique Club 2009-2010
Questa voce raccoglie le informazioni riguardanti il Terville Florange Olympique Club nelle competizioni ufficiali della stagione 2009-2010.

## Organigramma societario
Area direttiva
- Presidente: Daniel Mroczkowski

Area tecnica
- Allenatore: Pompiliu Dascalu

## Rosa
| N° | Nome                | Ruolo | Data di nascita   | Nazionalità sportiva |
| -- | ------------------- | ----- | ----------------- | -------------------- |
| 1  | Desma Stovall       | P     | 15 settembre 1983 | Stati Uniti          |
| 2  | Sehryne Hennaoui    | P     | 10 gennaio 1988   | Algeria              |
| 3  | Anne Neu            | L     | 7 aprile 1980     | Francia              |
| 4  | Vendula Adlerova    | S     | 24 aprile 1984    | Rep. Ceca            |
| 5  | Denitsa Karaulanova | C     | 25 settembre 1979 | Bulgaria             |
| 6  | Vanessa Bonacossi   | S     | 19 gennaio 1986   | Francia              |
| 7  | Natalja Bratuhhina  | S     | 7 dicembre 1987   | Estonia              |
| 10 | Markéta Tychnová    | C     | 10 aprile 1981    | Rep. Ceca            |
| 11 | Alina Albu          | C     | 6 settembre 1983  | Romania              |
| 13 | Polina Bratuhhina   | S/O   | 7 dicembre 1987   | Estonia              |
| 14 | Mădălina Dumitrescu | S     | 19 luglio 1978    | Romania              |